# Felip Munar i Munar
Felip Munar i Munar (Lloret de Vista Alegre, Baleares, 1960) es un maestro español especializado en lengua castellana y francesa, licenciado y doctor en filología catalana y lingüística general por la UIB. Actualmente está jubilado.
Munar ha ejercido como profesor en colegios públicos, centros de adultos e institutos. Ha sido asesor de lenguas en el Centro de Profesorado y Recursos de Palma (1991-94) y asesor técnico docente de la Delegación Provincial del Ministerio de Educación y Ciencia (1994-97). Es profesor asociado de la Universidad de las Islas Baleares desde el curso 1994-95, donde ha impartido, las materias de Cultura Popular Catalana, Historia y Didáctica de la Literatura Infantil y Juvenil Catalana, Aprendizaje de Lenguas en contextos multilingües y Habilidades Lingüísticas. Es profesor del Máster en Formación del Profesorado de la UIB desde el curso 2008-09, y del Postgrado de Dirección de Centros Educativos en el CESAG. Fue el Jefe del Servicio de Enseñanza del Catalán del Gobierno de las Islas Baleares desde las transferencias en materia de educación a la Comunidad Autónoma de las Islas Baleares (1998) y hasta mayo de 2013, después que el gobierno del Partido Popular decidió suprimirlo.  Desde entonces ha trabajado en el IES Ramon Llull (2013), en el IES Josep Sureda i Blanes (2014) y en el IES Antoni Maura (2015). Fue concejal del Ayuntamiento de su pueblo desde 1991 hasta 1999.
Ha colaborado con las editoriales Anaya y Vicens Vives en la elaboración de libros de texto para la ESO y el Bachillerato en las Islas Baleares.
También participó en los libros Mallorca eròtica –que presentó en la Feria del Libro celebrada en Frankfurt el 2007, dedicada a la literatura catalana– y De sa paraula a sa pintura, donde creó los textos que acompañan a los dibujos de los pintores Joan Bennàssar y Joan Lluís Fuster.
Desde 2002 escribe una columna semanal en el Diario de Mallorca con el título de "Costumari popular". Ha realizado el Parenòstic i costumari popular per a l'any 2012, que el Diario de Mallorca publicó y entregó en fascículos. Ha colaborado como guionista en el programa Glosadors de IB3 Televisión y como presentador del programa Uep, com anam!, de la misma cadena. Ha realizado los guiones y ha presentado dos programas radiofónicos, a través de IB3 Radio: De festa en festa y Gent de poble (2009-2011).
Participó y coordinó la publicación de NARRIA. Estudios de Artes y Costumbres Populares, en los números 113, 114, 115, 116, dedicados a las Islas Baleares (2006). También fue el comisario de la exposición L'esplendor de la festa en la Lonja de Palma (octubre 2006-enero 2007), organizada por el Instituto de Estudios Baleáricos, y estuvo al cargo de la publicación L'esplendor de la festa. Màgia i misteri de les festes antigues, donde se recogieron las conferencias impartidas durante la exposición.
Fue fundador y vocal de la Associació Cultural Canonge de Santa Cirga desde donde se inició la recuperación del glosado en Mallorca, entre otras actuaciones, y es secretario de la Associació Cultural Glosadors de Mallorca, que aglutina a todos los glosadores de picado de Mallorca. Además, es asesor literario de Edicions Documenta Balear, y el director de las colecciones El Bufador, Plecs de Cultura Popular i Glosadors sobre temas de cultura popular y tradicional, de la misma editorial, en las cuales se han publicado una treintena de libros.

## Premios
- 1995: ganó el 2.º premio en el IV Concurs de Conte Curt Sant Bartomeu.
- 2002: la Associació Defesta le otorgó el Siurell de Plata por su labor en la recuperación y la dignificación de la cultura popular.[17]
- 2006: la Escola Municipal de Mallorquí de Manacor, le otorgó el Reconocimiento de Méritos.[16]
- 2006: recibió la P de Populars de Mallorca, otorgado por la cadena Cope-Illes Balears.[18]
- 2010: recibió el reconocimiento de la Obra Cultural Balear de Inca por su labor en la recuperación de la cultura popular y tradicional de las Islas Baleares.[18]
- 2011: compartió el primer premio de la Rosa d'Or.[19]
- 2012: ganó la Rosa d'Oro de Castellitx de Algaida en la categoría de Glosados.[20]
- 2013: recibió el galardón "Tolo Güell a la mallorquinitat".[21]
- 2017: recibió el galardón "Actuació Cívica 2016" de la Fundació Lluís Carulla.[22]
- 2021: ganó la Rosa d'Or de Castellitx de Algaida en la categoría de glosados.
- 2021: ganó el 2.º premio de Cuento Corto de Montuiri.[23]
- 2022: distinción honorífica del Ayuntamiento de Pollensa en el ámbito de la cultura popular y las fiestas pollencinas.
- 2019, 2021 y 2022: 1.º premio del Concurso de Glosas del Vendimiar de Binisalem.
- 2022: reconocimiento del Ayuntamiento de Palma en la Semana de Cultura Popular.

## Obra
- Benvolgut Felip (deu cartes d'amor per al meu fill). Balears: Editorial Moll. 1992. ISBN 84-273-0699-7.
- Con Tomàs Martínez Miró, Amb paraules ben planeres. Balears: Escola de Formació en Mitjans Didàctics. 1995. ISBN 84-92010-33-9. Reedició revisada i ampliada (2018). ISBN 978-84-15202-15-8.
- Guia per a l'elaboració del Projecte Lingüístic de Centre. Conselleria de Cultura, Educació i Esports, 1995. DL: PM-483-1995.
- Lloret de Vistalegre: Imatges d'ahir. Miquel Font Editor, 1996. ISBN 84-7967-058-4.
- Passejada idíl·lica per Mallorca i realitat crua actual. Papers de sa Torre, 45. Aplecs de Cultura i Ciències Socials, 1998. Patronat de l'Escola Municipal de Mallorquí. ISBN 84-88256-25-6.
- DIC. Llengua catalana per a alumnes no-catalanoparlants. Nivell llindar (Quadern, Guia i CD). Editorial Moll. Mallorca, 1999. ISBN 84-273-0821-3.
- Testimoniatge d'una monja: escrits i reflexions sobre sor Josefa Mayol. Ayuntamiento de Lloret de Vista Alegre/Documenta Balear, 2002. DL:PM-851-2002.
- Mossèn Agustí Puigserver: un llorità insigne. Ayuntamiento de Lloret de Vista Alegre/Documenta Balear, 2003. DL: PM-975-2003.
- Normativa lingüística del sistema educatiu. Colección legislativa, 6, 2003. Instituto de Estudios Autonómicos. Gobierno de las Islas Baleares. ISBN 84-95904-10-1.
- De figues i figueres. Plecs de Cultura Popular. Balears: Documenta Balear. 2006. ISBN 84-96376-75-3.
- Jocs de matances. Balears: Documenta Balear. 2003. ISBN 84-95694-66-2.
- De la figuera a la taula: Receptes de cuina. Balears: Documenta Balear. 1999. ISBN 9788489067653.
- De la figuera a la taula. Més receptes de cuina. Documenta Balear. 2014. ISBN 978-84-16163-03-8.
- Jo vull ser glosador. Balears: Documenta Balear. 2008. ISBN 978-84-96841-71-0.
- El pare Rafel Ginard i la vida quotidiana a principis del segle XX. Papers de cal pare Ginard, 4. 2005. DL: PM 2381-2005
- Felip Munar (ed.), ed. (2005). Formes d'expressió oral. Balears: Consell Insular de Mallorca. ISBN 84-96069-32-X.
- Con Bennàssar, Joan (ilustraciones) (2007). Mallorca eròtica. Balears: Benpla Produccions. ISBN 978-84-95876-30-0.
- Cèlia Viñas: Entre el record i l'esperança. Balears: Documenta Balear. 2006. ISBN 9788496376649.
- Els glosadors de Mallorca. Balears: Consell de Mallorca. Departament de Cultura. 2010. Cultura en Xarxa. DL: PM-207-2010
- Fent memòria: 10 anys de gloses. Associació Cultural Canonge de Santa Cirga, 2010. DL: PM 1207-2010.
- Con Fuster, Joan Lluís (dibujos) (2011). De sa paraula a sa pintura. Balears: Impremta Goya. ISBN 978-849-681-6701.
- Manual del bon glosador. Balears: Documenta Balear. 2001. ISBN 84-95694-12-3.
- Uep! Com Anam? Del camp a ca teva. IB3 Televisión de las Islas Baleares. ISBN 978-84-616-3781-2
- Felip Munar (ed.). La festa del Sequer. Pregons. Col·lecció Menjavents. Documenta Balear, 2013. ISBN 978-84-15432-53-1
- Els glosadors de picat a Mallorca. Col·lecció Es Cantet. Documenta Balear, 2015. ISBN 978-84-16163-38-0
- Vi i cultura popular. Veremar a Mallorca. Documenta. Plecs de Cultura Popular, 5. Documenta Balear, 2015. ISBN 978-84-16163-39-7
- La universalitat de la glosa. Gloses mallorquines de picat 1735-2011. Documenta Balear. Col·l. Es Cantet, 2017. ISBN 978-84-16163-84-7
- La cuina mallorquina d'en Biel Felip (et al.). Documenta Balear. 2017. ISBN 978-84-17113-07-0
- El meló, un regal de la terra (et al.). Plecs de Cultura Popular, 6. Documenta Balear. 2019. ISBN 978-84-17113-80-3